# Ostende (film)
Pour les articles homonymes, voir Ostende et Ostende (homonymie).
Pour plus de détails, voir Fiche technique et Distribution.
Ostende est un thriller argentin réalisé par Laura Citarella et sorti en 2011.

## Synopsis
Une jeune femme remporte un séjour de quatre jours dans un hôtel d'Ostende, une station balnéaire aux alentours de Buenos Aires. Alors qu'elle attend seule son petit ami, elle commence à s'intéresser au comportement mystérieux de certains clients.

## Fiche technique
Sauf indication contraire, les informations mentionnées dans cette section peuvent être confirmées par la base de données cinématographiques IMDb,  présente dans la section « Liens externes ».
- Titre : Ostende
- Réalisation : Laura Citarella
- Scénario : Laura Citarella
- Photographie : Agustín Mendilaharzu
- Montage : Alejo Moguillansky
- Musique : Gabriel Chwojnik
- Production : Mariano Llinás
- Pays de production :  Argentine
- Format : couleur
- Genre : drame, fantastique, musical
- Durée : 82 minutes
- Dates de sortie :
  - Argentine : avril 2011 (Festival international du cinéma indépendant de Buenos Aires)
  - Italie : 30 octobre 2011 (Festival international du film de Rome)
  - États-Unis : 8 avril 2016 (Festival international du film RiverRun)

## Distribution
Sauf indication contraire, les informations mentionnées dans cette section peuvent être confirmées par la base de données cinématographiques IMDb,  présente dans la section « Liens externes ».
- Laura Paredes
- Julián Tello
- Santiago Gobernori
- Debora Dejtiar
- Julio Citarella

## Production
Le film est tourné à Ostende, en Argentine.